# A+ (Schiff)
Die A+ (bis 2019 Topaz) zählt mit einer Länge von 147 Metern zu den größten privaten Megayachten der Welt. In der Liste der längsten Motoryachten belegt sie Platz 8 (Stand: März 2023). Der Baupreis wird auf 527 Millionen USD geschätzt.

## Geschichte
Der Stapellauf des auf der Fr. Lürssen Werft gebauten Schiffes erfolgte am 16. Mai 2012.  Die Pläne für die Außengestaltung stammten von Tim Heywood, das Interior von der britischen Terence Disdale Design. Lürssen baute zwei speziell entwickelte Pielstick-Dieselmotoren mit einer Gesamtleistung von 5877 kW ein, die das Schiff auf eine Reisegeschwindigkeit von bis zu 22,9 Knoten und eine Maximalgeschwindigkeit von 25,5 Knoten beschleunigen.
Die Topaz fährt unter der Flagge der Kaimaninseln. Heimathafen ist George Town.